# Resolució 44 del Consell de Seguretat de les Nacions Unides
La Resolució 44 del Consell de Seguretat de les Nacions Unides, aprovada l'1 d'abril de 1948, després d'haver rebut els informes sol·licitats a la resolució 42 del Consell de Seguretat de les Nacions Unides, el Consell va demanar al Secretari General de les Nacions Unides convocar un període extraordinari de sessions de l'Assemblea General de les Nacions Unides per considerar encara més la qüestió del futur govern de Palestina.
La resolució va ser adoptada amb dues abstencions de la República Socialista Soviètica d'Ucraïna i de la Unió Soviètica.